# Heather Tom
Heather Marie Tom (Hinsdale, 4 de novembro de 1975) é uma atriz e diretora de televisão estadunidense. Ela é mais conhecida por seu trabalho nas novelas The Young and the Restless, One Life to Live, All My Children, e The Bold and the Beautiful.

## Carreira
Tom estrelou um episódio de Who's the Boss? em 1989. No mesmo ano, ela estrelou um episódio de Kids Incorporated. Ela então se tornou conhecida no mundo das novelas por seu papel como Victoria Newman em The Young and the Restless. Estreando em dezembro de 1990, Tom ganhou dois prêmios Emmy Daytime de melhor atriz jovem em série de drama em 1993 e 1999, junto com indicações em 1994, 1995, 1996, 1997, 1998 e 2000. Ela deixou o programa em 17 de dezembro de 2003. Antes disso, começou a interpretar Kelly Cramer em One Life to Live da ABC, também fazendo breves aparições em All My Children até sua partida em 2006. Desde 2007, Tom se tornou amplamente conhecida por seu papel como Katie Logan em The Bold and the Beautiful; ela recebeu indicações ao Emmy de melhor atriz coadjuvante em série dramática em 2007 e 2008, com uma vitória em 2011, seguida por suas primeiras indicações de atriz principal e vitórias em 2012, 2013 e 2020. Também atuou como atriz convidada em Monk e Ugly Betty e tem também trabalhado extensivamente no teatro, tanto em Nova York quanto na Costa Oeste.

## Filmografia

### Cinema
| Ano  | Título                                | Papel            | Notas          |
| ---- | ------------------------------------- | ---------------- | -------------- |
| 2004 | Delusion                              | Veronica Farrow  | curta-metragem |
| 2005 | Beyond the Ladies Room Door           | Jody             | curta-metragem |
| 2006 | When We're Old and Love Means Nothing | Sarah            | curta-metragem |
| 2006 | Undone                                |                  |                |
| 2007 | City Teacher                          | Marsha           |                |
| 2010 | Stiffs                                | Lauren           |                |
| 2010 | Suicide Dolls                         | Lexi             |                |
| 2010 | The Putt Putt Syndrome                | Vicki            |                |
| 2011 | Mamitas                               | Casandra         |                |
| 2015 | The Adventures of Sam Wolf            | Dianne           | curta-metragem |
| 2015 | Animal Among Us                       | Marilyn Bishop   |                |
| 2016 | Little Dead Rotting Hood              | Oficial Victoria | Lançado em DVD |

### Televisão
| Ano           | Título                            | Papel                  | Notas                                                                 |
| ------------- | --------------------------------- | ---------------------- | --------------------------------------------------------------------- |
| 1989          | Who's the Boss?                   | Heather                | "Heather Can Wait"                                                    |
| 1989          | Kids Incorporated                 | Not Listed             | "Elementary, My Dear Kids"                                            |
| 1990          | She'll Take Romance               | Caroline               | Telefilme                                                             |
| 1990–2003     | The Young and the Restless        | Victoria Newman        | Regular role                                                          |
| 1995          | Deadly Whispers                   | Kathy Acton            | Telefilme                                                             |
| 2003–2006     | One Life to Live                  | Kelly Cramer           |                                                                       |
| 2004–2005     | All My Children                   | Kelly Cramer           |                                                                       |
| 2004          | Law & Order: Special Victims Unit | Dr. Solwey's Assistant | "Painless"                                                            |
| 2006          | The Rival                         | Jennifer Adams         | Telefilme                                                             |
| 2007          | Monk                              | Linda Riggs            | "Mr. Monk Is on the Air"                                              |
| 2007          | The Wedding Bells                 | Laurie Hill            | "For Whom the Bell Tolls", "Partly Cloudy, with a Chance of Disaster" |
| 2007–presente | The Bold and the Beautiful        | Katie Logan            |                                                                       |
| 2008          | Ugly Betty                        | Holly Wright           | "Filing for the Enemy", "Crimes of Fashion"                           |
| 2010          | The Mentalist                     | Marva                  | "Red Moon"                                                            |
| 2011          | Rizzoli & Isles                   | Mrs. Tolliver          | "Living Proof"                                                        |
| 2011          | Criminal Minds                    | Connie Barton          | "From Childhood's Hour"                                               |
| 2012          | Imaginary Friend                  | Grace                  | Telefilme                                                             |
| 2013          | Renovation Unscripted             |                        | Minissérie                                                            |
| 2016          | Unforgettable                     | Lt. Shanna Coates      | "Bad Company"                                                         |
| 2016          | Lucifer                           | Mel Graham             | 2 episódios                                                           |